# Lucien Golvin
Pour les articles homonymes, voir Golvin.
Lucien Camille Golvin, né le 18 juillet 1908 à Villebougis (Yonne) et mort le 7 juillet 2002 à Aix-en-Provence, est un universitaire français spécialiste de l'étude de l'artisanat des pays du Maghreb.

## Biographie
Après une enfance passée dans l'Yonne et des études secondaires suivies à Joigny qui culminent avec un brevet supérieur, il est affecté en 1929 comme enseignant  en Tunisie dont il découvre la culture. Après dix années vouées à l'enseignement, une nouvelle orientation est donnée à sa carrière avec sa nomination comme directeur régional des arts et traditions populaires à Sfax. Son aisance en arabe et ses qualités humaines vont lui permettre d'approfondir ses connaissances du patrimoine tunisien et d'en diffuser les traditions. Il y fonde le musée Dar Jellouli. Durant les sombres années de la Seconde Guerre mondiale, Lucien Golvin obtient une licence en philosophie.
La deuxième grande étape de sa vie se déroule en Algérie où, de 1946 à 1957, il est directeur des services de l'artisanat au gouvernement général. Ces années ont été la continuité, à plus grande échelle, de ses études commencées en Tunisie. Il fonde les musées ethnographiques d'Alger, Oran et Constantine. Sa rencontre avec Georges Marçais lui inspire d'autres axes de recherche : il entreprend des fouilles archéologiques à la Kalâa des Béni Hammad et sur le site du palais de Ziri à Achir. En 1954, il soutient sa thèse d'État à l'Université d'Alger. De 1957 à 1962, il occupe la chaire d'art et de civilisation de l'islam à la faculté des lettres et sciences humaines d'Alger. De 1962 à 1977, il est professeur à l'Université d'Aix-Marseille où il occupe la chaire d'art et d'archéologie musulmanes.
Il a également dirigé plusieurs missions scientifiques à Balis-Meskéné (Syrie), Thula (Yémen) et Fès (Maroc).
Il est le père de l'architecte, archéologue et aquarelliste Jean-Claude Golvin, et de Jacques Golvin (dit Ahmédée) créateur de la fanfare des Beaux Arts de Paris, dessinateur humoristique, infographiste et aquarelliste.

## Livres et publications
Parmi la centaine d'articles et de livres qu'il a publié figurent :
- Artisans sfaxiens. Étude technique et sociale sur l'artisanat tunisien. Notes de folklore et lexique par Lucien Golvin et A. Louis, éd. Institut des belles lettres arabes, Tunis, 1946
- Les tissages décorés d'El Djem et de Djébéniana. Étude de sociologie tunisienne, éd. Institut des belles lettres arabes, Tunis, 1949
- Les arts populaires en Algérie. Série d'études techniques et sociales, pub. Gouvernement général de l'Algérie, Alger, 6 tomes, 1949-1956
- Le Maghrib central à l'époque des Zirides. Recherche d'archéologie et d'histoire, pub. Gouvernement général de l'Algérie, éd. Arts et métiers graphiques, Paris, 1957
- Aspects de l'artisanat en Afrique du Nord, éd. Presses universitaires de France, Paris, 1957
- Essai sur l'architecture religieuse musulmane, éd. Klincksieck, Paris, 4 tomes, 1970-1979
- Palais et demeures d'Alger à la période ottomane, éd. Édisud, Aix-en-Provence, 1991